# Синодальная область
Синода́льная о́бласть — с 1721 название бывшей Патриаршей области, перешедшей в непосредственное ведение Святейшего Синода. Управлялась через те же приказы, какие существовали и при Патриархах, которые были преобразованы в дикастерию — в Москве и Тиунскую контору — в Петербурге.
После учреждения Московской и Петербургской епархий 1 сентября 1742 прекратила своё существование.